# Эриксен, Торвальд
Торвальд Эриксен (норв. Thorvald Erichsen; 18 июля 1868, Тронхейм, Норвегия — 23 декабря 1939, Осло, Норвегия) — норвежский художник-постимпрессионист.

## Биография
Торвальд Эриксен родился 18 июля 1868 года в Тронхейме. Его отец был кондитером и умер, когда Эриксен был ещё очень маленьким.
Изначально Торвальд хотел стать пианистом, но в 1886 году он начал учиться на юридическом факультете, затем прервал учёбу, чтобы поступить в школу живописи Кнуда Бергслина, где он прошёл курс декоративно-прикладного искусства.
В 1890-х он проводил зиму в Италии и Франции, а лето в Норвегии. В Париже Торвальд встретился с Пьером Боннаром и впитал влияние позднего импрессионизма.
Его дебют как художника состоялся в 1891 году с картиной «Høststemning» (рус. Весеннее настроение).
В 1892 году он переехал в Копенгаген, где стал учеником Кристиана Сартмана, который оказал большое влияние на его художественное развитие. Благодаря пребыванию в Дании, у Эриксена сформировались тесные связи с датским обществом символистов. В Норвегии из «коллег по цеху» он общался в основном с Эриком Вереншёллем.
В 1900 году его стиль резко изменился, от натуралистического подхода к акценту на цвете и форме, став вместе со своим другом Олуфом Вольд-Торном одним из пионеров современной норвежской живописи. Наиболее известными работами этого периода являются несколько обнажённых натур и пейзажей из окрестностей Телемарка.
До 1907 года он  проводил выставки в Германии и скандинавских странах, в результате чего его картины приобрела Национальная галерея, а также несколько коллекционеров, таких как: Расмус Мейер, Эрнест Тиль и шведский принц Евгений.
В период 1907—1910 годов он жил в Вестре-Гаусдале, где больше сосредоточился на голубоватых зимних пейзажах.
В 1915 году Эриксен перенёс нервный срыв, вызванный непростыми отношениями с композитором Рейдаром Бреггером. После выздоровления он работал в более спокойном стиле, выполняя большую часть своей работы летом в Холмсбю.
Его более поздние работы сосредоточены на сельской местности вокруг Лиллехаммера, где он жил в течение длительного времени. Он также создал множество натюрмортов, обрамлённых окном его гостиничного номера, и часто подолгу обходился без живописи.
Хотя он жил в изоляции, его картины пользовались популярностью и продавались по всей Европе. Он был награжден золотой медалью на Всемирной выставке в Барселоне в 1929 году. В 1930 году он был удостоен ежегодной стипендии для художников.
Эриксен умер в Осло от лейкемии в 1939 году.

## Галерея

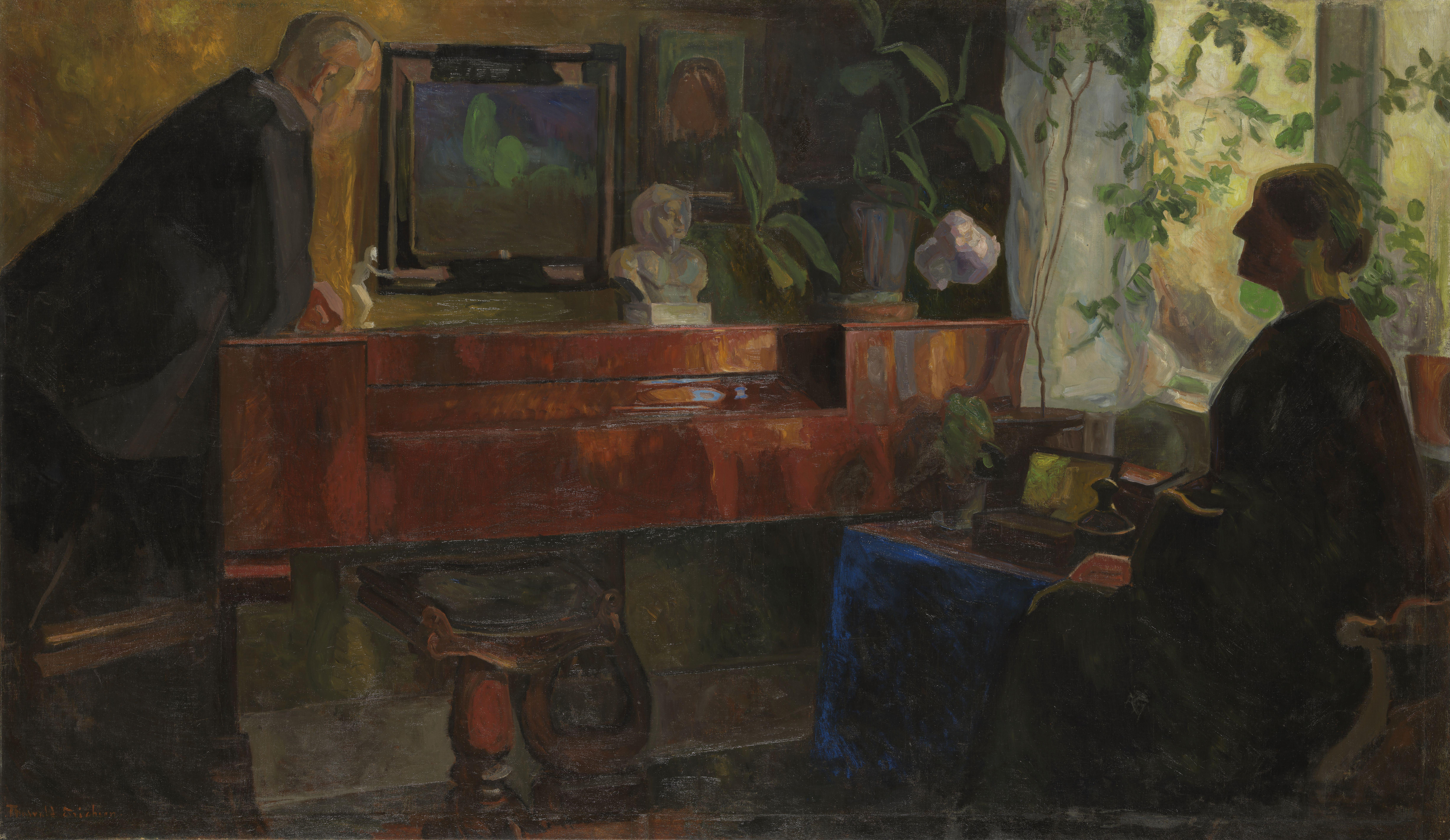
Интерьер (1900—1904)
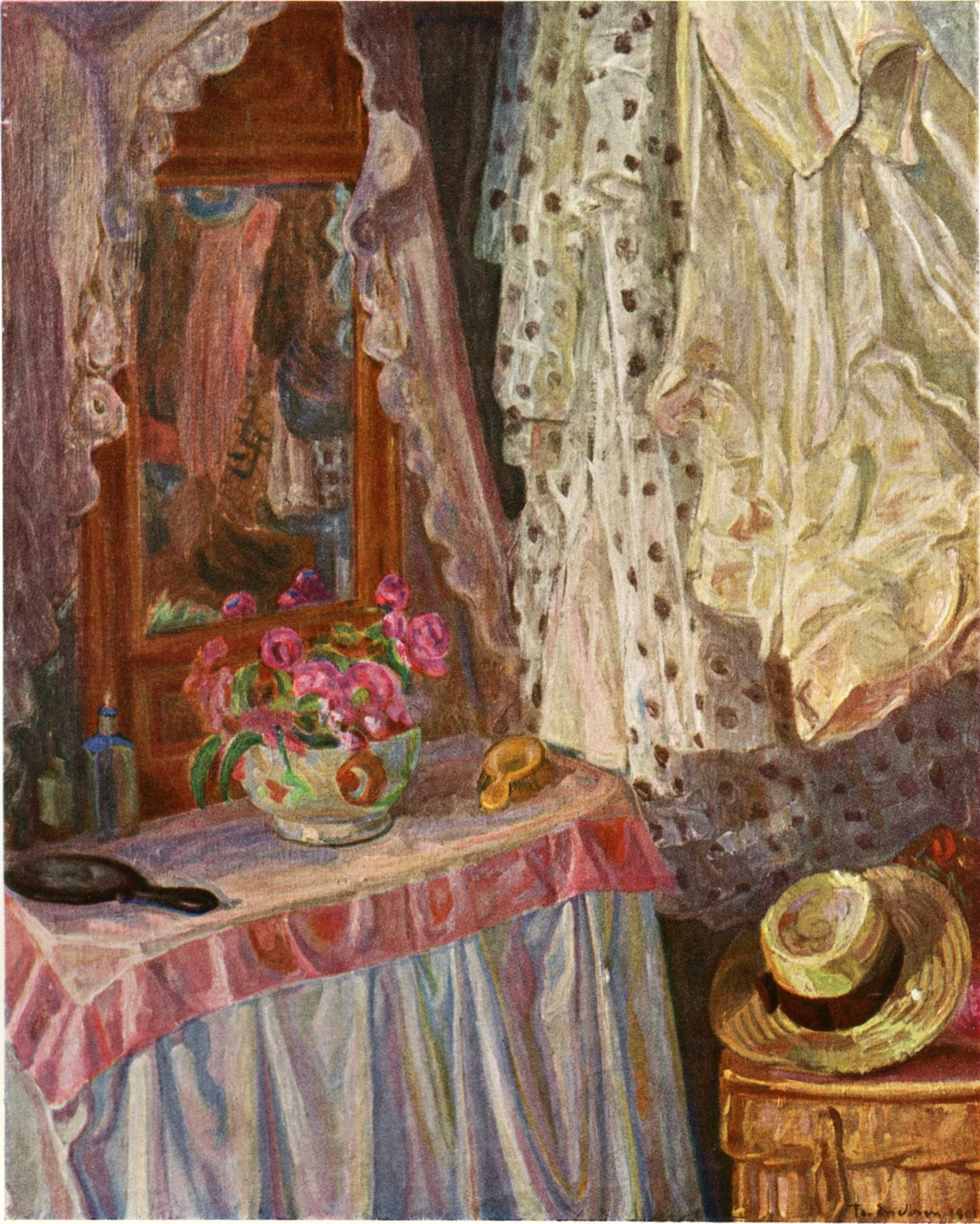
Комната молодой девушки (1900)
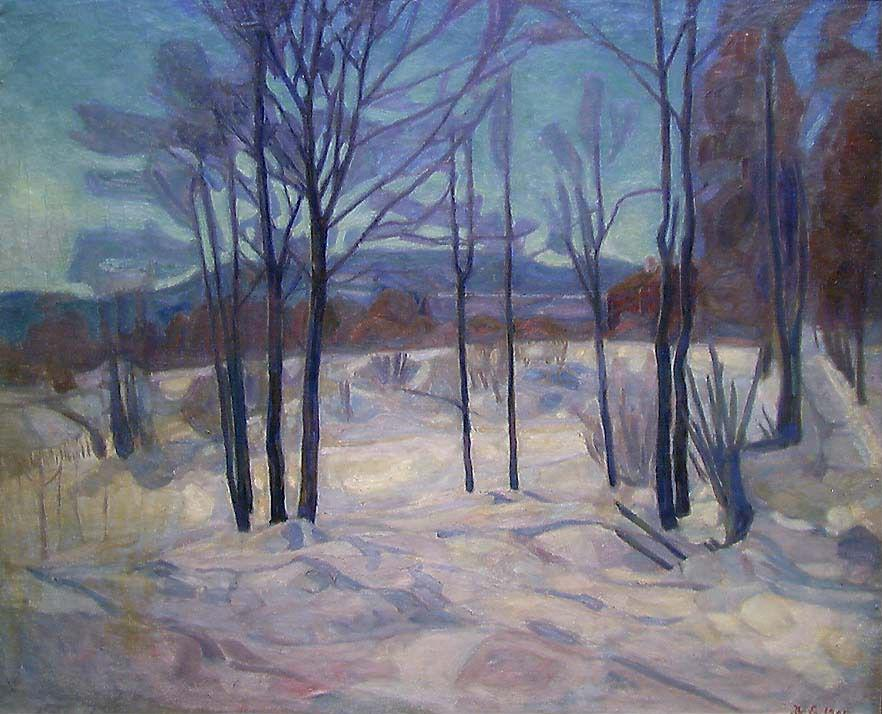
Зима (1901)
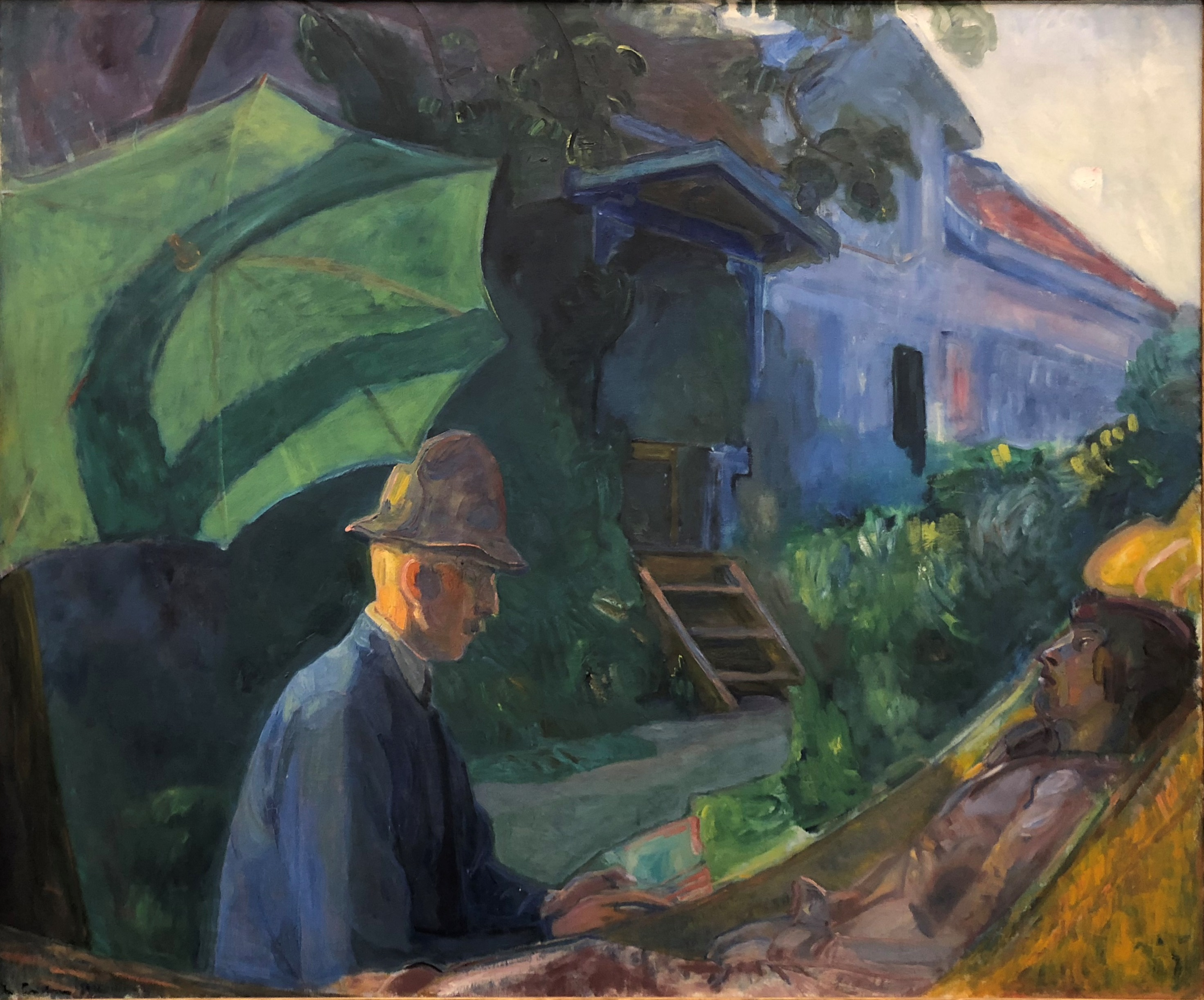
Гудрун в гамаке (1916)
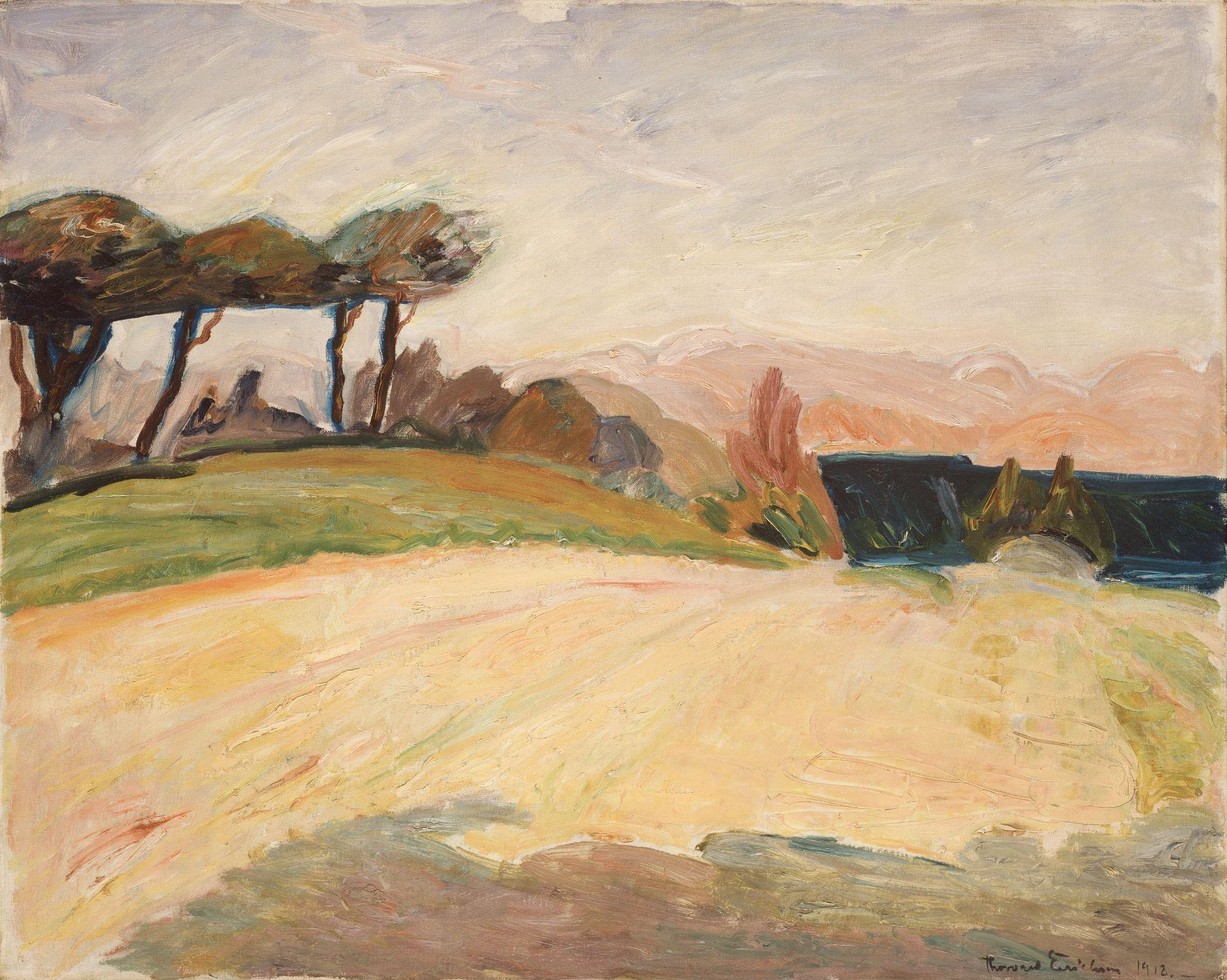
Итальянский пейзаж (1918)
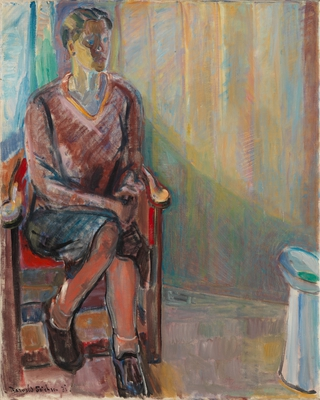
Интерьер с сидящей женщиной (1931)
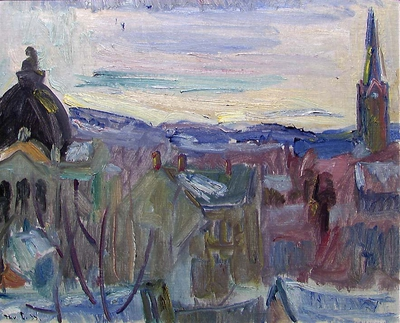
Вид на Лиллехаммер (1933)
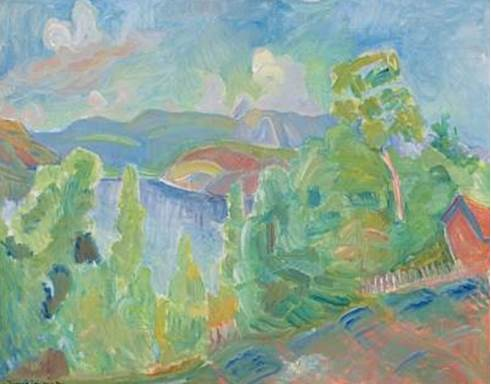
Холмсбю летом (1937)